# 斑點叉尾鯰
斑點叉尾鯰，為輻鰭魚綱鯰形目鯰科的其中一種，為熱帶淡水魚，分布於亞洲婆羅洲沙巴淡水流域，體長可達100公分，棲息在底層水域，生活習性不明，可做為食用魚。
其种加词“maculatus”意为“有斑点、斑块、斑纹的”。